# 98 Pułk Piechoty (austro-węgierski)
Czeski Pułk Piechoty Nr 98 (niem. Böhmisches Infanterieregiment Nr. 98) – pułk piechoty cesarskiej i królewskiej Armii. 

## Historia pułku
Pułk został sformowany 1 stycznia 1883 roku w Józefowie (niem. Josefstadt) z trzech batalionów liniowych wyłączonych ze składu Pułków Piechoty Nr 18, 21 i 71 oraz Batalionu Strzelców Polnych Nr 39. 
Okręg uzupełnień – Vysoké Mýto (niem. Hohenmauth).
W swojej historii nosił między innymi następujące imię:
- 1887–1902 – Edler von Stransky,
- 1903–1906 – Edler von Horsetzky,
- 1906–1909 – von Latscher,
- 1910–1918 – von Rummer.

Kolory pułkowe: popielaty (niem. lichtdrap), guziki złote. Skład narodowościowy w 1914 roku: 28%  – Czesi, 68% – Niemcy.

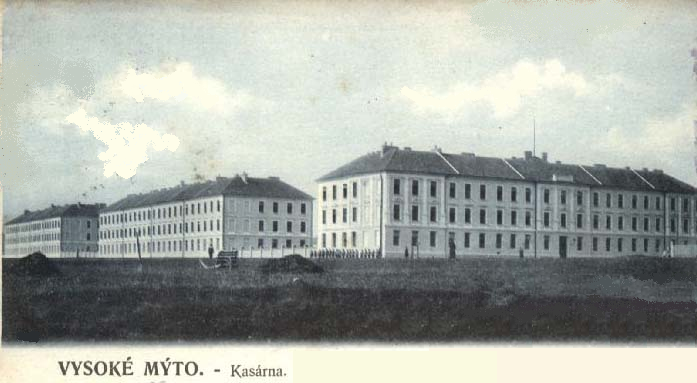
Koszary piechoty w Vysokim Mýcie.

W latach 1903-1914 komenda pułku oraz III batalion stacjonowały w Twierdzy Josefov (niem. Josephstadt). IV batalion stacjonował Vysokim Mýcie. II batalion do 1907 roku stacjonowała w Hradcu Králové (niem. Königgrätz), a od 1908 został przeniesiony do Twierdzy Josefov. I batalion podlegał dyslokacjom: do 1908 w Twierdzy Josefov, 1908-1909 – Perzgno, 1910-1911 – Teodo, 1912-1913 – Budvie (wł. Budua), i 1914 – Perzgno.
Wszystkie bataliony walczyły na froncie wschodnim. Bataliony I, II, III wchodziły w skład  19 Brygady Piechoty w 10 Dywizji Piechoty, w IX Korpusie Armijnymz 4 Armii.
Bataliony pułku brały udział w walkach z Rosjanami w końcu 1914 roku w Galicji. W czasie operacji gorlickiej w maju 1915 roku pułk poniósł bardzo duże straty w walkach w okolicach Brzostka. Żołnierze pułku są pochowani m.in. na cmentarzach: Cmentarz wojenny nr 6 – Krempna, Cmentarz wojenny nr 223 – Brzostek, Cmentarz wojenny nr 218 – Bukowa, Cmentarz wojenny nr 217 – Januszkowice, Cmentarz wojenny nr 77 – Ropica Ruska, Cmentarz wojenny nr 79 – Sękowa.

## Komendanci pułku
- płk Karl Hopels von Mirnach (1883[1])
- płk Karl Pototschnigg (1903–1904)
- płk Karl Bayer (1905–1909)
- płk Josef Leskoschek (1910–1912)
- płk Karl Alscher (1913–1914)